# Anisodactylus ovularis
Anisodactylus ovularis är en skalbaggsart som beskrevs av Thomas Casey. Anisodactylus ovularis ingår i släktet Anisodactylus och familjen jordlöpare. Inga underarter finns listade i Catalogue of Life.